# Banj
Banj – wieś w Chorwacji, w żupanii zadarskiej, w gminie Pašman. W 2011 roku liczyła 193 mieszkańców.
Leży w północno-zachodniej części wyspy Pašman, nad zatoką Banj. Lokalna gospodarka opiera się na rolnictwie, rybołówstwie i turystyce. W średniowieczu miejscowość była w posiadaniu zadarskiej szlachty, duchowieństwa i wolnych chłopów. W XIX wieku od Banja oddzieliła się osada Ždrelac.